# Best Worst Movie
Best Worst Movie è un film del 2009 diretto da Michael Stephenson.
Si tratta di un documentario sul film di Claudio Fragasso Troll 2 , reputato una delle peggiori pellicole mai prodotte (il titolo del documentario in italiano letteralmente significa "il miglior peggior film"). Nel film il regista/attore ha infatti ripreso i voti della pellicola  Troll 2, come lo 0% su Rotten Tomatoes (che dal 2014 è divenuto un 6%), risultando quasi sempre nelle classifiche dei peggiori film.

## Distribuzione
Il documentario è uscito soltanto negli USA (proiettato e in un DVD uscito poco dopo) ed ha raggiunto sul sito IMDb il voto 7/10. Ha avuto varie candidature ed è il vincitore del premio Fantasia nel 2009.
Nel 2019 esce anche in Italia in dvd e bluray all'interno del cofanetto Midnight, in cui sono presenti i film Troll e Troll 2.

## Riconoscimenti
- Vincitore documentario Fantasia 2009
- 1 Candidatura Vermont International 2009
- 1 Candidatura New Zealand International Film Festival 2009
- 1 Candidatura New Orleans Film Festival 2009
- 1 Candidatura Edmonton International Film Festival 2009